# Yasuyuki Kishino
Yasuyuki Kishino (岸野 靖之 Kishino Yasuyuki?, nacido el 13 de junio de 1958 en Wakayama) es un exfutbolista japonés que se desempeñaba como defensa y entrenador.

## Clubes

### Como futbolista
| Club              | País  | Año         |
| ----------------- | ----- | ----------- |
| Mitsubishi Motors | Japón | 1977 - 1980 |
| Yomiuri           | Japón | 1982 - 1990 |

### Como entrenador
| Club            | País  | Año         |
| --------------- | ----- | ----------- |
| Verdy Kawasaki  | Japón | 1996        |
| Sagan Tosu      | Japón | 2007 - 2009 |
| Yokohama FC     | Japón | 2010 - 2012 |
| Kataller Toyama | Japón | 2015        |